# Frangepán-várkastély (Novi Vinodolski)
A Frangepán-várkastély egy 13. századi várkastély maradványa Horvátországban, Novi Vinodolski városában.

## Fekvése
A város központjában, a szűk Frangepán téren áll a várkastély megmaradt része a négyszögletes toronnyal.

## Története
A Frangepán-várkastély építési ideje ismeretlen, de a vinodoli törvénykönyv születésekor 1288-ban már a Frangepán család tulajdonában volt és maradt egészen 1671-ig. Frangepán Ferenc Kristóf kivégzése után birtoklása a magyar kamarára szállt. 1685-ben a kamara Rigoni Ferenc bárónak adta bérbe. Ez alkalommal leírták a belsejét is melyből kiderül, hogy földszintjén pincék és raktárak voltak, még a pálosoknak is volt itt raktárhelyiségük. 1692-ben a magyar kamara az összes volt Zrínyi és Frangepán tengermelléki birtokot ötszázezer forintért az osztrák kamarának adta át. Így Novi is az osztrák kamara igazgatása alá került. 1749-ben újra változtak birtokosai, egész pontosan a ljubljanai (Laibach) székhelyű „Banco-Gefôöhlen Administration in Herzogthum Krain und Litorale Austriaticum” birtoka lett. 1761. augusztus 3-án a magas fenntartási költségek miatt a bank az épület kétharmadának lebontására tett javaslatot a bécsi udvarnak, míg egyharmad részét beboltozva lakókastélynak építtette át lezárva ezzel a főtér nyugati oldalát. Így megcsonkítva nyerte el a kastély a mai formáját, melyet a 20. század elején megújítottak.

## Mai állapota
Leglátványosabb megmaradt része a csipkézett oromzatú négy emelet magasságú négyszögletes torony („Kula Turnac” vagy „Kvadrac”) . A kastély régi hengeres tornyának alaprajza a főtér kövezetében kőlapokból van kirakva, ezt a helyiek „rondelának” nevezik.
A kastély földszinti részén helyezték el a nemzeti könyvtárat és olvasókört, melyet az illír mozgalom idejében 1845-ben alapítottak. A Josip Mažuranić alapította olvasókör egykor jelentős szerepet játszott a város kulturális életében. Az alapító emlékére az óvárosban levő szülőházán 1988-ban emléktáblát avattak.
A kastély második szintjén található a nemzeti múzeum, melyet az egykori püspökség által használt részben alakítottak ki. Az intézményt 1951. május 1-jén alapították Juraj Potočnjak tanár kezdeményezésére. Állandó kiállítása Novi és vidékének múltját, életét, szokásait mutatja be 1288-tól napjainkig. Különösen érdekes a néprajzi gyűjtemény, a régészeti és víz alatti régészeti kiállítás, a művészeti és fegyvergyűjtemény, valamint a Mažuranić emlékkiállítás.